# Stefan Steinweg
Stefan Steinweg (ur. 24 lutego 1969 w Dortmundzie) – niemiecki kolarz torowy i szosowy, mistrz olimpijski oraz siedmiokrotny medalista torowych mistrzostw świata.

## Kariera
Pierwszy sukces w karierze Stefan Steinweg osiągnął w 1986 roku, kiedy został mistrzem świata juniorów w wyścigu punktowym. Rok później w tej samej kategorii wiekowej zdobył srebrny medal w tej konkurencji, a na mistrzostwach świata w Maebashi w 1990 roku wraz z kolegami był drugi w drużynowym wyścigu na dochodzenie w kategorii seniorów. Podczas mistrzostw świata w Stuttgarcie w 1991 roku wspólnie z Michaelem Glöcknerem, Jensem Lehmannem i Andreasem Walzerem zdobył złoty medal w drużynowym wyścigu na dochodzenie. W tym samym składzie reprezentacja Niemiec triumfowała także na igrzyskach olimpijskich w Barcelonie w 1992 roku. Na kolejny sukces Steinweg musiał zaczekać do 1998 roku, kiedy to na mistrzostwach świata w Bordeaux razem z Andreasem Kappesem zdobył brązowy medal w madisonie. Kolejne dwa medale zdobył podczas mistrzostw świata w Manchesterze w 2000 roku, gdzie był drugi indywidualnie na dochodzenie, przegrywając jedynie z Lehmannem, a razem z Erikiem Weispfennigiem zdobył złoto w madisonie. Na rozgrywanych rok później mistrzostwach świata w Antwerpii zdobył brąz w drużynowym wyścigu na dochodzenie, a podczas mistrzostw świata w Kopenhadze w 2002 roku zdobył brązowy medal w scratchu, ulegając tylko Szwajcarowi Franco Marvulliemu oraz Brytyjczykowi Tony’emu Gibbowi.